# Laugardalsvöllur
Laugardalsvöllur é um recinto desportivo em Reykjavík, capital da Islândia, considerado o estádio nacional do país. Nele se jogam partidas de futebol e provas de atletismo, e é o campo onde a Seleção Islandesa de Futebol disputa as suas partidas em casa. Alguns clubes como o Fram também o usam para jogos da liga.
O campo foi inaugurado em 8 de julho de 1957 como principal instalação desportiva da Islândia, com um jogo de futebol frente à Seleção Norueguesa de Futebol, em 8 de julho. A capacidade oficial em competições da UEFA é de 9800 pessoas, embora possa albergar mais de 15 000. A maior assistência de público teve lugar em 2004, com uma partida particular frente à Seleção Italiana de Futebol contando-se 20 204 assistentes.